# Арди (Ирландия)
Арди (англ. Ardee; ирл. Baile Átha Fhirdhia (Бале-Аха-Ирьиа)) — (малый) город (town) в Ирландии, находится в графстве Лаут (провинция Ленстер). Город расположен на пересечении дорог N2, N52 и N33. Город значительно вырос за последние десять лет, в основном за счёт легкого доступа к новым дорогам, включая автомагистраль M1, которая связывает Дублин и Белфаст. Развитие города привело к резкому росту цен на жилье в этом районе.
Старейшая организация в городе — оркестр Арди, история которого насчитывает около 150 лет.

## Демография
Население — 4694 человека (по переписи 2006 года). В 2002 году население было 3948 человек. При этом, население внутри городской черты (legal area) было 4301, население пригородов (environs) — 393.
Данные переписи 2006 года:
| Общие демографические показатели |               |                               |                               |      |      |
| Всё население                    | Всё население | Изменения населения 2002—2006 | Изменения населения 2002—2006 | 2006 | 2006 |
| 2002                             | 2006          | чел.                          | %                             | муж. | жен. |
| 3948                             | 4694          | 746                           | 18,9                          | 2318 | 2376 |

В нижеприводимых таблицах сумма всех ответов (столбец «сумма»), как правило, меньше общего населения населённого пункта (столбец «2006»).
| Религия (Тема 2 — 5 : Число людей по религиям, 2006) |             |                |             |            |       |      |
| Католики, чел.                                       | Католики, % | Другая религия | Без религии | не указано | сумма | 2006 |
| 4332                                                 | 92,3        | 179            | 119         | 64         | 4694  | 4694 |

| Этно-расовый состав (Этничность. Тема 2 — 3 : Постоянное население по этническому или культурному происхождению, 2006) |            |              |       |        |        |            |       |       |
| Белые ирландцы | Лухт-шулта | Другие белые | Негры | Азиаты | Другие | Не указано | сумма | 2006  |
| 4185 | 1          | 274          | 25    | 45     | 41     | 77         | 4648  | 4694  |
| Доля от всех отвечавших на вопрос, %                                                                                   |            |              |       |        |        |            |       |       |
| 90,0 | 0,0        | 5,9          | 0,5   | 1,0    | 0,9    | 1,7        | 100   | 99,01 |

1 — доля отвечавших на вопрос о языке от всего населения.
| Владение ирландским языком (Тема 3 — 1 : Число людей от 3 лет и старше по способности говорить по-ирландски, 2006) |      |            |       |       |
| Владеете ли Вы ирландским языком?                                                                                  |      |            |       |       |
| Да | Нет  | Не указано | сумма | 2006  |
| 1278 | 3066 | 137        | 4481  | 4694  |
| Доля от всех отвечавших на вопрос о языке, %                                                                       |      |            |       |       |
| 28,5 | 68,4 | 3,1        | 100   | 95,51 |

1 — доля отвечавших на вопрос о языке от всего населения.
| Использование ирландского языка (Тема 3 — 2 : Irish speakers aged 3 or over by frequency of speaking Irish, 2006) |                                                            |                                               |                                               |                                               |                                               |                                               |       |                                     |      |
| Как часто и где Вы говорите по-ирландски?                                                                         |                                                            |                                               |                                               |                                               |                                               |                                               |       |                                     |      |
| ежедневно, только в образовательных учреждениях                                                                   | ежедневно, как в образовательных учреждениях, так и вне их | в других местах (вне образовательной системы) | в других местах (вне образовательной системы) | в других местах (вне образовательной системы) | в других местах (вне образовательной системы) | в других местах (вне образовательной системы) | сумма | всего, отвечавших на вопрос о языке | 2006 |
| ежедневно, только в образовательных учреждениях                                                                   | ежедневно, как в образовательных учреждениях, так и вне их | ежедневно                                     | каждую неделю                                 | реже                                          | никогда                                       | не указано                                    | сумма | всего, отвечавших на вопрос о языке | 2006 |
| 380 | 26                                                         | 8                                             | 65                                            | 422                                           | 361                                           | 16                                            | 1278  | 4 481                               | 4694 |
| Доля от всех отвечавших на вопрос о языке, %                                                                      |                                                            |                                               |                                               |                                               |                                               |                                               |       |                                     |      |
| 8,5 | 0,6                                                        | 0,2                                           | 1,5                                           | 9,4                                           | 8,1                                           | 0,4                                           | 28,5  | 100                                 |      |

| Типы частных жилищ (Тема 6 — 1(a) : Число частных домовладений по типу размещения, 2006) |          |         |                 |            |       |      |
| Отдельный дом                                                                            | Квартира | Комната | Переносные дома | не указано | сумма | 2006 |
| 1498                                                                                     | 91       | 6       | 2               | 29         | 1626  | 4694 |